# Танистри
Та́нистри (англ. Tanistry) — традиция определения преемника вождя, существовавшая у кельтских кланов Шотландии и Ирландии, согласно которой глава клана или король должен избираться главами всех семей, входящих в него, а одновременно с ним должен избираться и танист — его непосредственный наследник. Глава клана не должен был иметь каких-либо физических или умственных пороков и быть по своим различным индивидуальным характеристикам наиболее достойным для правления кланом. Формально он избирался пожизненно, но мог быть отстранён от титула в случае, например, потери дееспособности; в случае неспособности управлять кланом дальше его место занимал заранее избранный танист.
Иногда танистами становились сыновья действующих вождей, но так было далеко не всегда: в большинстве случаев танистом избирали следующего по старшинству представителя той же семьи, к которой принадлежал действующий вождь, то есть, например, его младшего родного или двоюродного брата или племянника, если он соответствовал представлениям авторитетных людей клана о достойном человеке. Принципа первородства не существовало, ввиду чего соперничество за право стать танистом как в семьях, так и в кланах в целом было весьма ожесточённым, и многие члены клана всеми способами стремились завоевать авторитет в глазах клана, не гнушаясь одновременно убийством конкурентов.
В правление короля Якова I система танистри в Шотландии была законодательно отменена и заменена действовавшей в Англии системой наследования титулов по праву первородства.